# Chiesa di Maria Madre della Chiesa (Peio)
La chiesa di Maria Madre della Chiesa è una chiesa parrocchiale a Cogolo, capoluogo del comune di Peio, in Trentino.

## Storia
Causa l’aumento della popolazione del paese di Cogolo, si rese necessaria la sostituzione della vecchia parrocchiale intitolata ai Santi Filippo e Giacomo. Il progetto ebbe inizio nel 1955 e fu pronto soltanto nel 1969. Nel 1970 iniziarono i lavori con la benedizione della prima pietra. La costruzione venne terminata nel 1974 con successiva consacrazione a carattere generale del 21 luglio 1974, ad opera dell’allora vescovo Alessandro Maria Gottardi.

## Descrizione
La chiesa è orientata a sud-est, costruita di fronte a palazzo Migazzi, in quello che ai tempi era la periferia del paese. L'edificio è realizzato in cemento armato con blocchi di granito ed è contraddistinto da prospetti con andamento spezzato. L’elemento più caratterizzante è un grande lucernario che si eleva sul tetto quasi piano.  All'interno si trova un'aula molto ampia, il cui soffitto presenta copertura interamente lignea. La zona presbiteriale è stata realizzata secondo le prescrizioni dell'adeguamento alla liturgia del Concilio Vaticano II. La chiesa è sprovvista di campanile,  viene tutt’ora utilizzato quello della poco distante antica parrocchiale.

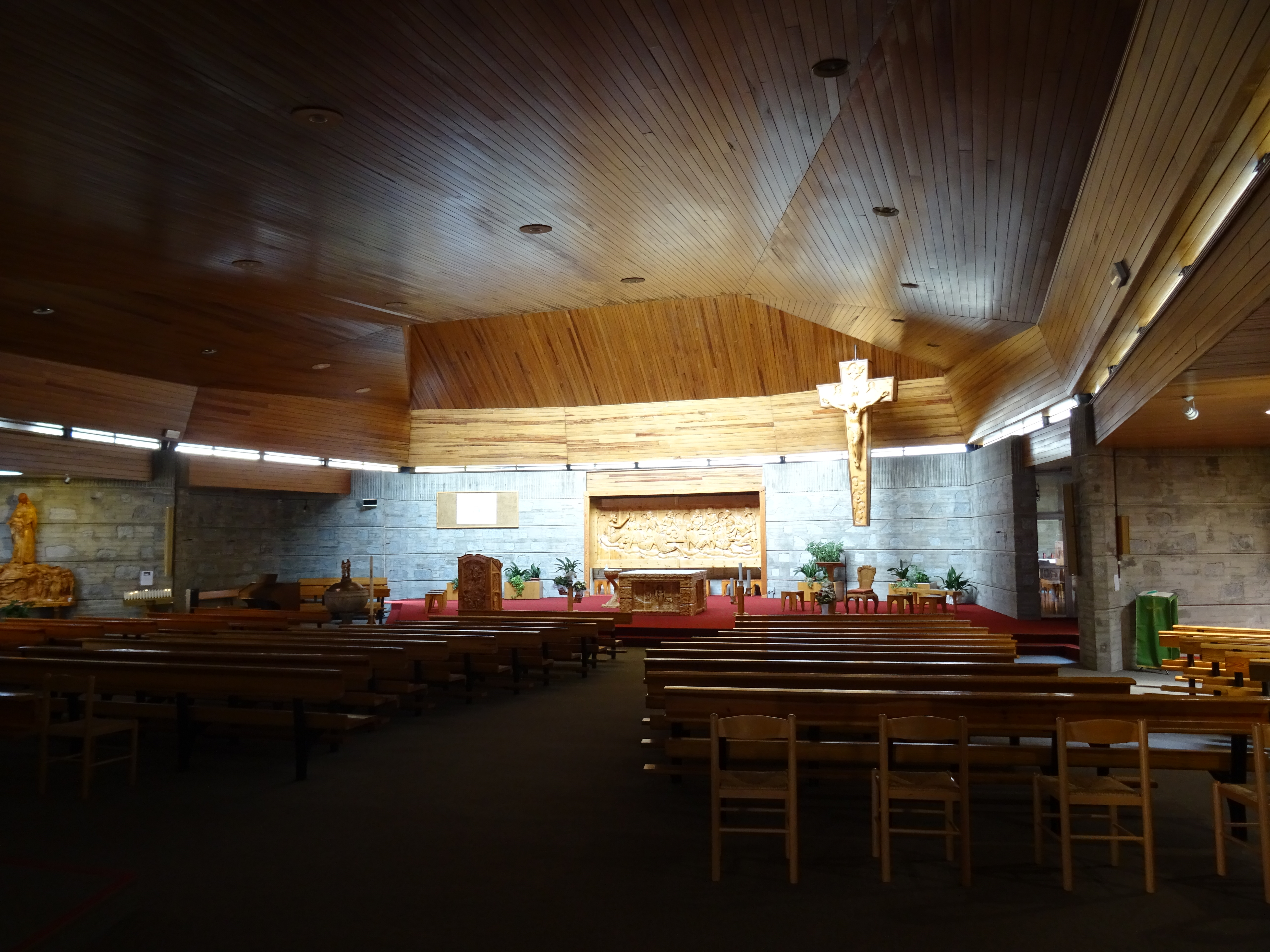
L'interno